# Atlético Grau N.º 1
El Club Atlético Grau N.º 1 fue un club perteneciente a la Liga del Lima, del Departamento de Lima, Perú. Fue el primer equipo de la capital en usar la denominación Atlético Grau y la numeración 1 es para diferenciarlo de su contraparte del Callao, Atlético Grau N°2.

## Historia
Fue fundado el 29 de junio de 1909, siendo su primer presidente Nicanor Villavicencio y Justo Santa Gadea su primer secretario. El Atlético Grau Nº 1, se originó a partir de la evolución de los clubes formados en centros educativos, a pasar a ser clubes de competencia.  Atlético Grau Nº 1 fue uno de los primeros clubes en tomar la iniciativa en formar y organizar mejor el fútbol, propuesto 18 de abril de 1911, a través de un circular del Diario El Comercio. La idea fue materializada por Miraflores Sporting Club  al año siguiente, dando origen a La Liga Peruana de Fútbol. Adicionalmente fue uno de los clubes fundadores de la Liga Peruana de Fútbol; donde jugó en la Segunda División del Perú en 1912. Fue el primer campeón de la categoría, derrotando 3 - 0 al Atlético Peruano por el título del torneo. Ascendió  y se mantuvo en la Primera División del Perú para los periodos 1913 y 1914.
En el periodo 1915 no participó en el campeonato causando que perdiera la categoría. Desde entonces no volvió a subir a la Primera División.

## Datos del club
- Temporadas en Segunda División: 1 (1912).
- Temporadas en Primera División: 2 (1913, 1914).
- Mayor goleada realizada:
  - Atlético Grau N.º 1 3:0 Atlético Peruano (1912)
- Mayor goleada recibida:

## Palmarés

### Torneos Nacionales
- Segunda División del Perú (1): Campeón 1912.

## Rivalidades
Durante la segunda división mantuvo competencias con los clubes: Unión Miraflores, Sport Lima, Carlos Tenaud N.º 1, Carlos Tenaud N.º 2, Jorge Chávez N°2, Atlético Peruano, Sport Libertad Barranco y Sport Magdalena. Cuando ascendió a primera liga, compitió con Lima Cricket, Association FC, Sport José Gálvez, Sport Alianza, Sporting Fry, Sport Inca entre otros equipos.

## Enlaces
- El Génesis del Fútbol Peruano
- Tema: La Liga Peruana de Fútbol., Capítulo 2 de La difusión del fútbol en Lima, tesis de Gerardo Álvares Escalona, Biblioteca de la Universidad Nacional Mayor de San Marcos
- Tesis Difusión del Fútbol en Lima- Cap.2
- Tema: La Liga Peruana de Fútbol., Capítulo 4 de Espectáculo y Autogobierno Del Fútbol, tesis de Gerardo Álvares Escalona, Biblioteca de la Universidad Nacional Mayor de San Marcos
- Tesis Difusión del Fútbol en Lima- Cap 4.

- Datos: Q2882015